# Pasta seca
|  | No s'ha de confondre amb pasta. |

Una pasta seca és una especialitat de rebosteria, un petit pastís cuit al forn, fet amb una pasta a base de farina, mantega, ous, i, sucre o sal segons el tipus.
A més dels indicats com a bàsics, les pastes seques poden incorporar altres ingredients que fan que la varietat sigui molt gran.

## Tipus
Poden ser dolces o salades, simples o farcides, amb diferents elements afegits com pastes dolces (cabell d'àngel, fruits secs, xocolata, melmelada…) o pastes salades: sobrassada, formatge, tonyina, caviar, olives, etc. N'hi ha algunes que s'han fet típiques d'una població o regió, prenent fins i tot un nom propi i distintiu. Hi ha diversos tipus de pastes seques segons la seva forma de preparació o segons els seus ingredients, pastas seques dolces i salades. La diferència entre aquestes dues categories ve donada pel tipus de massa i el procés d'elaboració utilitzats, i pot ser tant unes com altres salades o dolces (simples o farcides, cobertes amb xocolata / sucre / caramel, etc.).

### Massa
Hi ha diferents tipus de massa: 
- De pasta fullada o amb greix
- De tipus galeta cruixent
- De tipus pa, sec i salat
- De tipus més o menys esponjós

### Formes
N'hi ha de diferents formes per exemple la pasta seca llarga tova amb una o diverses capes de farciment, també anomenada wafer; la pasta seca gran individual, generalment amb productes al damunt; o la pasta seca amb forma de llacet o d'ulleres.